# 官琳
官 琳（かん りん、1987年7月14日 - ）は、フリーアナウンサー、元信越放送（SBC）の女性アナウンサー。信州大学経済学部卒業。血液型はO型。一人っ子。日中バイリンガルMC、日中英トリリンガルMC。

## 来歴
- 中華人民共和国遼寧省瀋陽市生まれ。瀋陽の東北育才外国語学校（中国語版）を卒業後、留学のため日本の関西語言学院（京都）を経て、信州大学経済学部に入学する[1][2]。
- 育才学校時代は寮生活をし、高校3年から授業は全て日本語で7時から22時まで勉強漬けだったことをラジオ番組で告白している。その甲斐あってか、2年時に難関の日本語能力試験のN1に合格している。
- 高校時代に遼寧省で行われた日本語スピーチコンテストに参加し、ベスト・スリーに入る[2]。これを受け、神奈川県日中友好協会の招きで、日本へ一週間ホームステイに来ている。
- 信州大学在学時に、2009年ミス松本コンテストに応募し、グランプリに選ばれる[1]。
- 大学4年次に出場した「第50回外国人による日本語弁論大会」（函館市）において、主催団体（国際教育振興会・国際交流基金・函館市）による「主催団体特別賞」を受賞する。
- 信州大学卒業後の2011年、信越放送にアナウンサーとして入社する[1][2]。同年3月に起こった東日本大震災の発生で日本中が大きく混乱する中、中国出身アナウンサーとしてネット上で話題になる。
- 2016年に信越放送退社[1]。以降はフリーアナウンサーとして活躍中。
- 日中バイリンガルMC、日中英トリリンガルMC。

## 担当番組
SBCテレビ
- 松本山雅FCホームゲームリポーター（スカパー!中継担当も含む）
- 3時は!ららら♪
- 信州応援バラエティー「ナウマンゾウのメガホン」
- SBCスペシャル
- ～まちの翼～信州きらり人（隔週日）　ナレーション

SBCラジオ
- ぐるっと信州県民ラジオ
- ともラジ
- YOUスタ深志三丁目
- 情報わんさか GO!GO!ワイド らじ☆カン（水）